# Shannon Williams
Shannon Williams Yancey (ur. 13 czerwca 1971) – amerykańska zapaśniczka. Ośmiokrotna uczestniczka mistrzostw świata. Cztery srebrne medale w 1991, 1993, 1994 i 1997, czwarta w 1990 i 1995; piąta w 1996; ósma w 1993. Najlepsza na mistrzostwach panamerykańskich w 1998 roku.